# Jana Krausová
Jana Krausová, rozená  Pehrová (* 25. ledna 1954 Praha) je česká herečka a výtvarnice.

## Životopis

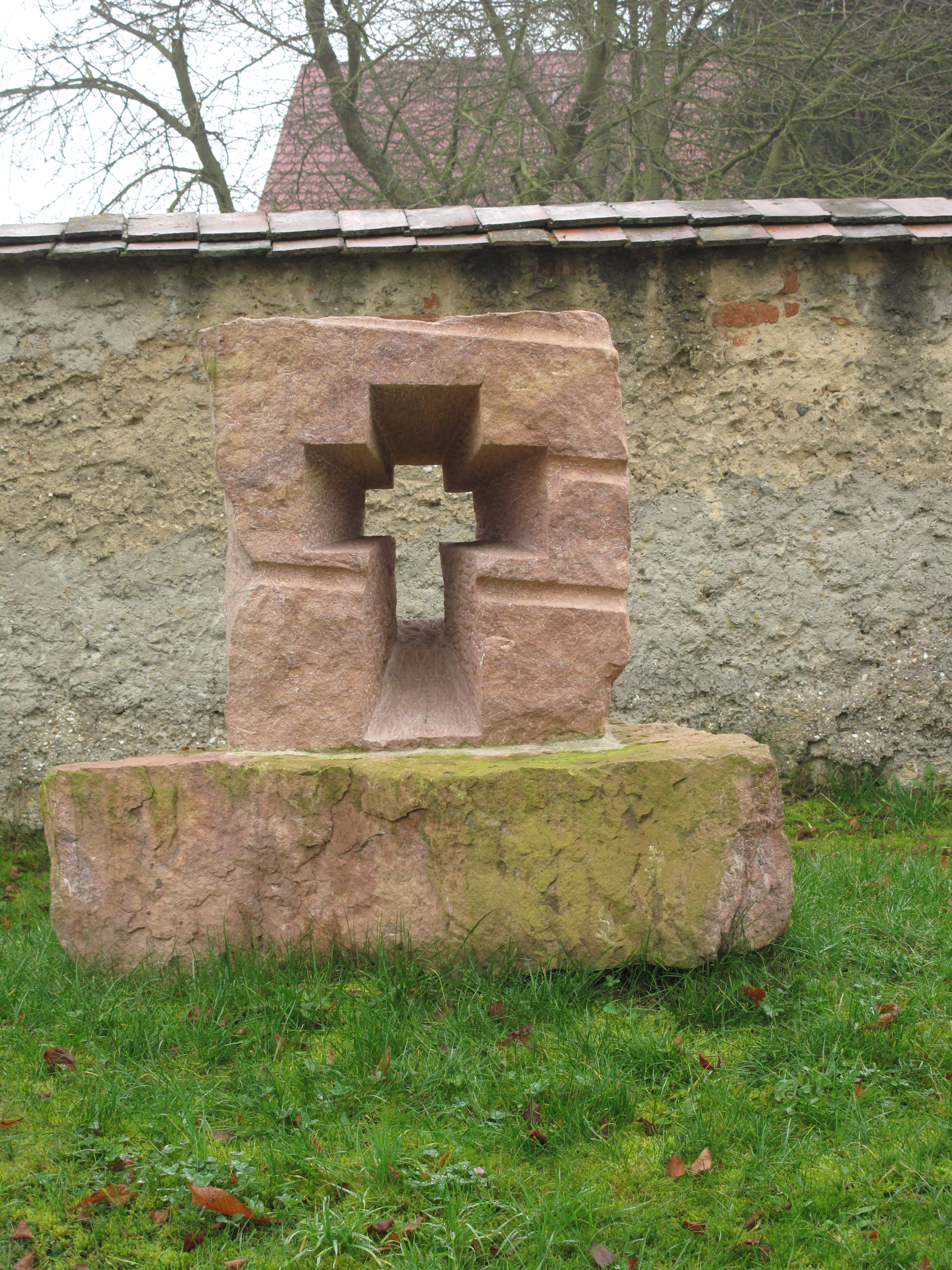
Jana Krausová: Průhled, 2010, pískovec.

Pochází z umělecké rodiny, její otec byl známý herec a loutkoherec Josef Pehr, matka byla výtvarnice a loutkoherečka. Dětství prožila Jana s matkou a babičkou, občas se vídala s otcem. Po základní škole studovala střední umělecko-průmyslovou školu, obor grafika a monumentální malba, poté vystudovala pražskou AVU.
V osmdesátých letech se provdala za herce Jana Krause, s nímž má dva syny Davida a Adama. V roce 1994 se ale se svým manželem Janem rozešla, přesto však zůstali formálně manželé. V roce 2006 se rozvedli. Začala žít s hercem Karlem Rodenem.
Nyní pořádá výstavy svých děl (keramiky a obrazů), hraje ve filmech, v divadle i televizních seriálech.

## Filmografie

### Film
- 1967	Malé letní blues – malá holka
- 1976 	Odysseus a hvězdy – svatebčanka
- 1976 	Smrt mouchy – Magda
- 1977	Podivný výlet – Věra
- 1977	Jak se točí Rozmarýny – Majka
- 1978	Střepy pro Evu – Eva
- 1983	Mŕtvi učia živých – Elena
- 1984 	Atomová katedrála – zdravotní sestra Petra
- 1985 	Služka Hilda / Hilde, das Dienstmädchen – Hilda
- 1985 	Skalpel, prosím – Helena
- 1986	Pěsti ve tmě – Blanka
- 1987	Discopříběh – maminka
- 1988	Anděl svádí ďábla – Ida
- 1989	Příběh ’88 – Anna Valentová
- 1990	Zkouškové období – Zuzana
- 1992	Kačenka a strašidla – maminka
- 1992	Kačenka a zase ta strašidla – maminka
- 1997	Křehké touhy (krátkometrážní) – přítelkyně otce Zdena
- 1998	Sedmnáct hodin dvacet pět minut (FAMU)
- 1999	Z pekla štěstí – dvorní dáma
- 2002	Sen (krátkometrážní) – anděl
- 2005	Žralok v hlavě – dáma
- 2006	Hezké chvilky bez záruky – galeristka Eva
- 2008	Hodinu nevíš – Jana Valenčíková
- 2008	Kdopak by se vlka bál? – babička
- 2009	Podezření
- 2010	Kajínek – Doležalová
- 2013	Krásno - Blanka Horáková
- 2014 Parádně pokecal (FAMU) - Karlova Marie

### Televize
- 1989	Dědeček je lepší než pes – Nováková, Jirkova matka
- 1990	Dětinské hry dospělých – Vanda
- 1990	Zbabělec – markýza de la Tour Noir
- 1993	Zámek v Čechách – Jarmila
- 2001	Adam a Eva 2001 – matka Evy
- 2005	Jasnovidec
- 2005	Království Potoků – královna
- 2007	V hlavní roli – Lidie

### Televizní seriály
- 1983	Život bez konca – Paulína
- 1987 	Velké sedlo – Ivana Opatová
- 1990	Pražský student
- 2004	Agentura Puzzle – matka Jany
- 2004	Josef a Ly – O. Matějů
- 2005	Ulice – Věra Hádková
- 2009	Přešlapy – Natálie, Davidova šéfová
- 2009	Zázraky života – matka Elišky
- 2018	Kadeřnictví – jako majitelka kadeřnictví
- 2021	Pan profesor – Irena Průšová, sekretářka ředitele školy

## Divadelní hry
- Oliver Twist
- Otevřené manželství
- Vše o ženách
- Antiklimax
- Klára S.
- Kočičí hra
- Zdravý, nemocný
- 8 žen
- Lidumor aneb má játra beze smyslu
- Den jako stvořený pro lásku
- Ženy přežijí
- O lásce
- Sex pro pokročilé
- Vzhůru do divočiny
- Funny Girl
- Poprask na laguně

## Osobní život
Jana Krausová je dcera herce Josefa Pehra, matka zpěváka a herce Davida Krause a herce a divadelního režiséra Adama Krause, bývalá manželka herce a moderátora Jana Krause a bývalá partnerka herce Karla Rodena.